# Marie Stopes

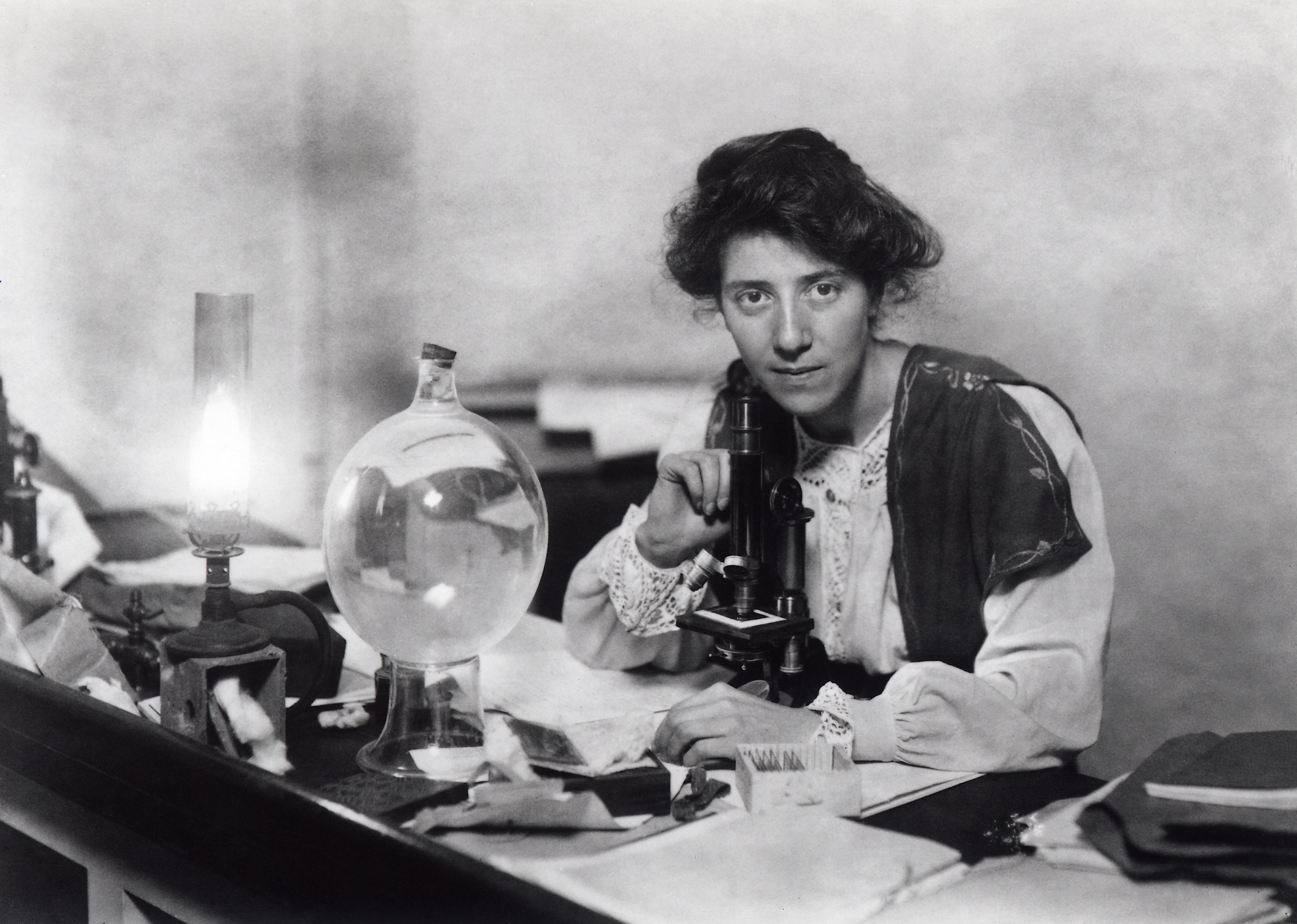
Marie Stopes dans son laboratoire en 1904.

Marie Charlotte Carmichael Stopes dite Marie Stopes (née le 15 octobre 1880 à Édimbourg et morte le 2 octobre 1958 à Dorking) est une écrivaine et paléobotaniste écossaise, eugéniste. Elle est également une militante pour le droit des femmes, une pionnière du contrôle des naissances et une admiratrice d'Adolf Hitler. Elle a grandement contribué à la paléontologie végétale et à la classification des carbones et elle est la première femme à accéder à la faculté de l'université de Manchester.
Elle a fondé la première clinique britannique active dans le contrôle des naissances, en collaboration avec son deuxième mari, Humphrey Verdon Roe. Elle publie un bulletin intitulé Birth Control News (Info Contraception) qui donnait des conseils sexuels pratiques explicites. Son manuel d'éducation sexuelle Married Love (L'amour conjugal) a suscité la controverse, mais a eu une influence considérable sur la société de son époque, car il a provoqué un vaste débat public sur le contrôle des naissances. Elle était opposée à l'avortement, arguant que la contraception était suffisante.

## Biographie

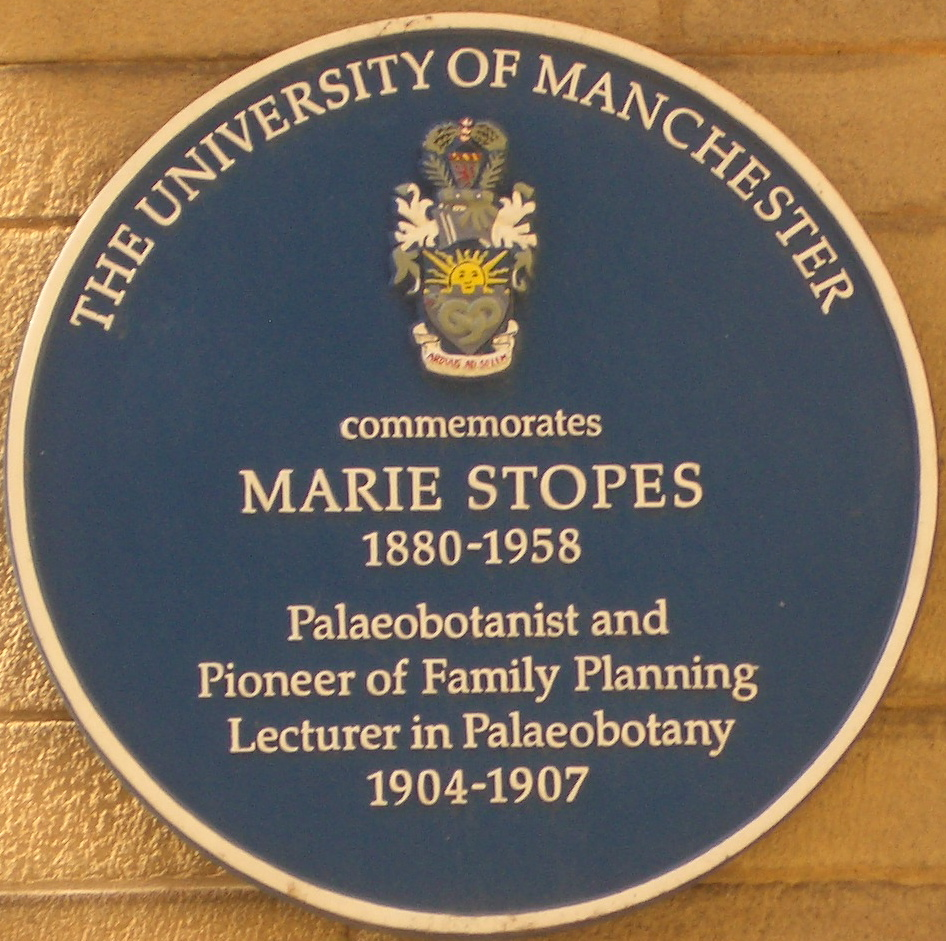
Plaque commémorative à l'université de Manchester.

Marie Stopes est née à Édimbourg. Son père, Henry Stopes, était brasseur, ingénieur, architecte et paléontologue. Sa mère, Charlotte Carmichael Stopes, était une experte de l'œuvre de Shakespeare et une militante féministe. Ses deux parents sont membres de la British Science Association, où ils se sont rencontrés. Ils emmènent leur fille aux réunions de l'association, ce qui lui permet de rencontrer d'éminents scientifiques. Pendant ses études à la North London Collegiate School, elle fait la connaissance d'Olga Fröbe-Kapteyn. Elle obtient un doctorat en sciences à la University College de Londres, devenant la plus jeune personne à obtenir ce titre en Grande-Bretagne. Elle obtient un doctorat en paléobotanique à l'université de Munich en 1904. Elle est la première femme à détenir une chaire à l'université de Manchester. Aujourd'hui encore elle est reconnue comme une paléobotaniste importante.
En 1911, elle épouse le généticien canadien Reginald Ruggles Gates, en ignorant, comme beaucoup de femmes de son époque, les mécanismes les plus sommaires de la sexualité. Ce n'est qu’après un an de mariage qu'elle comprit que son mari était impuissant. En 1913, elle demande et obtient le divorce, en affirmant que le mariage n'a jamais été consommé. Son manuel d’éducation sexuelle, intitulé Married Love (1918), connut un grand succès et provoqua la controverse en affirmant le droit de la femme mariée au plaisir sexuel. Jessie Murray, médecin féministe en rédige la préface. Interpelée par les nombreuses lettres qu’elle reçut de ses lectrices au sujet des mécanismes de la procréation, elle consacra son second ouvrage, Wise Parenthood (1918) au thème du contrôle des naissances.
Marie Stopes, enceinte au-delà du terme, entre en maison de convalescence le 16 juillet 1919. Un conflit surgit entre les médecins et elle quant à la méthode d'accouchement. Elle n'est pas autorisée à accoucher à genoux. Son enfant naît mort-né. Elle a alors 38 ans.
A l'âge de 44 ans, elle a son enfant unique, Harry. Ne souhaitant plus d'enfants par accouchement, elle adopte une série de petits garçons qu'elle rejeta un à un car ils ne correspondaient pas à ses normes en faisant preuve d'autoritarisme dans son éducation.

## Partisane de l'eugénisme
Elle est également célèbre pour son militantisme eugéniste. En 1921, elle crée l’association CBC « Constructive Birth Control and Racial Progress » pour le contrôle des naissances au sein de groupes sociaux qu’elle considère comme indésirables ayant pour finalité le « progrès racial ». Dans son livre, Radiant Motherhood (1920), elle préconise la stérilisation des personnes inaptes à être parents notamment les handicapés mentaux, toxicomanes, subversifs, criminels, et ceux d’origine raciale mixte qu'elle considérait  comme « désespérément pourris et malades de la race ».
Admiratrice d'Adolf Hitler, elle correspondait avec ce dernier à travers des poèmes pour approuver l'idéologie raciale nazie,. En 1935, elle assiste à une conférence à Berlin pour promouvoir la « science de la population » appelant à la stérilisation obligatoire « des malades, ivrognes, et ceux de mauvais caractère. »,. En 1937, elle entre dans l’association « British Eugenics Society ».

## Married Love(«L'amour conjugal»)

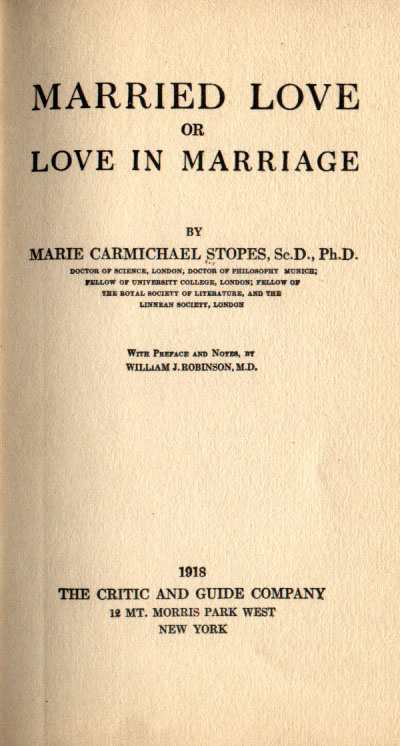
Page de couverture de Married Love.

Alors qu'elle est en instance de divorce, Marie Stopes entame la rédaction d'un manuel d'instructions du mariage. En 1915, elle fait la connaissance de Margaret Sanger, qui vient de tenir une conférence sur le planning familial à la Fabian Society. Marie Stopes lui montre ce qu'elle a déjà écrit et lui demande conseil pour un chapitre sur la contraception. Plusieurs maisons d'édition craignent la controverse et refusent de publier son livre. Enfin, Binnie Dunlop, secrétaire à la Ligue Malthusienne, la présente à Humphrey Verdon Roe, qui deviendra son deuxième mari. Celui-ci, un philanthrope s'intéressant au contrôle des naissances, finance la publication de Married Love chez Fifield & Co en 1918. L'ouvrage remporte un succès immédiat et il est réédité cinq fois au cours de la première année de sa parution, donnant à Marie Stopes une notoriété dans toute la Grande-Bretagne. Marie Stopes met ses propres enseignements en pratique dès son mariage à Humphrey Roe en 1918.
L'immense succès de Married Love incite Marie Stopes à écrire une suite, Wise Parenthood: a Book for Married People (« Sagesse parentale : un manuel pour couples mariés »), un manuel de contraception, publié au cours de la même année. Ce livre suscite lui aussi de nombreuses lettres de lecteurs lui demandant conseil, ce à quoi elle consent volontiers.
En 1918, elle publie une version abrégée de Wise Parenthood qui s'adresse aux couches les plus pauvres de la société, intitulé A Letter to Working Mothers on how to have healthy children and avoid weakening pregnancies (« Lettre aux travailleuses, comment avoir des enfants en bonne santé et éviter les grossesses affaiblissantes »). C'était un pamphlet de 16 pages qui devait être distribué gratuitement. Les écrits de Stopes s'adressaient jusqu'alors aux classes moyennes. Elle voulait, par ce deuxième ouvrage, élargir son public.

## Marie Stopes International
Son nom a été repris par l'organisation Marie Stopes International qui promeut l'accès aux moyens de contrôle des naissances (contraception, stérilisation et avortement) à une très grande échelle, particulièrement dans les pays en développement. L'ONG est active notamment au Cambodge, où elle cherche à atteindre les populations dans lesquelles les relations sexuelles sans contraceptif sont les plus répandues. Marie Stopes International publie de nombreux documents en partenariat avec Nova Design.
En 2020, le service d'avortement Marie Stopes International abandonne le nom de sa fondatrice en raison de son plaidoyer en faveur de l'eugénisme et certains écrits controversés. L'organisme de bienfaisance est connu sous le nom de MSI Reproductive Choices,. Par la suite, le nom de Marie Stopes est retiré des cliniques de planification familiale à travers 37 pays. Un porte-parole de Marie Stopes International justifie cette décision en déclarant : « Bien qu'elle soit sans aucun doute une pionnière de la planification familiale... selon les normes d'aujourd'hui, bon nombre de ses déclarations sont totalement inacceptables ».